# دردار غدي
دردار غدي (الاسم العلمي: Ulmus glandulosa) هو نوع نباتي يتبع جنس الدردار من فصيلة الدردارية.